# Maxwell (Nebraska)
Maxwell é uma vila localizada no estado americano de Nebraska, no Condado de Lincoln.

## Demografia
Segundo o censo americano de 2000, a sua população era de 315 habitantes.
Em 2006, foi estimada uma população de 326, um aumento de 11 (3,5%).

## Geografia
De acordo com o United States Census Bureau, a localidade tem uma área de 0,9 km², sem área coberta por água. Maxwell localiza-se a aproximadamente 837 m acima do nível do mar.

## Localidades na vizinhança
O diagrama seguinte representa as localidades num raio de 40 km ao redor de Maxwell.